# Lock's Quest
Lock's Quest es un videojuego de estrategia en tiempo real desarrollado por 5th Cell y publicado por THQ. Se trata del segundo juego de 5th Cell para la consola Nintendo DS. Salió a la venta el 8 de septiembre de 2008 en Norteamérica, el 26 de septiembre de 2008 en Europa y el 25 de septiembre de 2008 en Australia.

## Modo de juego
Lock's Quest es un juego de estrategia en tiempo real que incluye elementos de los tower defense. El campo de batalla (mostrado a vista de pájaro) se ve en la pantalla inferior de la consola. Los combates se dividen en dos fases, primero construir y después la batalla. Durante la fase de construcción, el jugador tiene un tiempo y unos recursos limitados para construir estructuras defensivas, entre las que encontramos torres, cañones, mejoras y trampas. La batalla empieza cuando termina la fase de construcción. Lock puede reparar las estructuras de defensa o salir a luchar contra los enemigos. Para atacar, el jugador debe jugar unos pequeños minijuegos.
Las dos partes de la batalla utilizan la pantalla táctil y el jugador utiliza el lápiz táctil.

## Argumento
El juego transcurre en un reino en el que existe una misteriosa sustancia llamada Energía. Los constructores de este reino, los Arquingenieros, estudiaron la energía para intentar conocer todas sus cualidades. El mejor de ellos, Agonius, descubrió que la energía puede llegar incluso a crear vida. Agonius empezó entonces a construir criaturas vivientes con la energía pero el rey se dio cuenta del peligro que esto suponía y le pidió que parara. Agonius se negó y fue expulsado del reino.
Agonius se convirtió entonces en Lord Agony y creó un ejército de Mecasoldados para vengarse del rey y destruir todo el reino. Y así estalló la guerra que provocó una gran cantidad de bajas en ambos ejércitos. Al final, dos de los arquingenieros del reino, Kenan y Jacob, se infiltraron en la fortaleza de Agony. No se sabe con certeza lo que ocurrió allí dentro (al menos hasta el final del juego) pero Agony fue derrotado y Jacob desapareció. Entonces, Kenan se convirtió en un héroe y fue nombrado Arquingeniero Jefe.
El juego empieza unos años más tarde de esta guerra. Nos encontramos con Lock, un chico que vive en un pueblo costero con su hermana pequeña (Emi) y con su abuelo (Tobias). Cuando un nuevo ejército de mecasoldados atacan el pueblo (y también el resto del reino) bajo las órdenes del nuevo Lord Agoni, Lock se convierte en un arquingeniero y ayuda en el campo de batalla. Después de un tiempo, el reino gana y el nuevo Agony es derrotado.
Entonces llega el momento en el que se revela que el nuevo Lord Agony no es otro que Jacob. Hace mucho tiempo, cuando Jacob llegó a la sala de Agonius, se encontró con un hombre muy frágil, y junto a él, se encontró también con su mayor creación, el joven Lock, un mecasoldado. Entonces, Jacob se hizo pasar por Tobías y crio a Lock como si fuera un humano. Además, creó otro mecasoldado (Emi) y todo el pueblo en el que Lock creció.
Al final del juego, el rey dice a Lock que aunque él era un mecasoldado, estaba totalmente vivo porque Agonius le había dado su propia alma. Por otro lado, Jabob no sabía si sacrificarse para entregar su alma a Emi o si, por el contrario, dejar que se convirtiera en polvo con el paso del tiempo. Sin embargo, se da a enterder que Jacob (entristecido por la guerra del reino) al final entrega su alma a Emi, ya que en la última escena del juego se la ve jugando en la playa con Lock. 

## Desarrollo
THQ anunció el desarrollo de Lock's Quest el 1 de abril de 2008 en una conferencia de prensa. IGN escribió en un primer análisis del 2 de abril de 2008 sobre su experiencia con el juego. En él hablaban que aunque todavía no lo habían terminado, el juego tenía el potencial para convertirse en unos mejores juegos de estrategia de DS. En julio, en el Salón del Cómic de San Diego, THQ mostró un mini-comc promocional llamado Lock's Quest: Una fuente de esperanza el cual estaba basado en el universo del juego. El autor de este cómic es Edison Yan. Además, IGN le dio el premio al "Mejor Juego de Estrategia" para Nintendo DS en el E3 de 2008.

## Recepción
Lock's Quest tuvo en general una buena acogida por parte de la crítica. IGN elogió la mayoría de los aspectos del juego diciendo que era una de los mejores juegos, de los más originales e inspiradores y uno de los más entretenidos que iba a tener Nientendo DS ese año. Además recibió el Premio del Editor y de Juego de DS el mes de septiembre. Sin embargo, 1UP.com criticó que las escenas cinematográficas no se pudieran saltar, pero también dijo que tenía mucho talento y que se trataba de una evolución del género Tower Defense. Por otro lado, Nintendo World Report comentó que Lock's Quest estaba a tan solo algunos retoques del diseño de ser un juego fantástico, cosa que era decepcionante teniendo en cuenta todos sus grandes activos y su originalidad. Además, GameZone lo llamó "único" y "perfecto para Nintendo DS". GameDaily elogió la historia, la mecánica de juego, los gráficos, la música y lo definió como un "juego excelente". GameSpot destacó la duración del modo de un jugador y el apasionante y adictivo modo multijugador. Aunque EuroGamer criticó las fases de combate y la inteligencia artificial de los enemigos, destacó el estilo gráfico y el modo de juego. Finalmente, Lock's Quest fue nominado para dos premios de IGN centrados en los juegos de Nintendo DS en 2008 (Mejor Juego de Estrategia y mejor Nueva Franquicia); y GameSpot lo nominó para el Mejor Juego Jugado.